# Kiyoshi Saitō (Fußballspieler)
Kiyoshi Saitō (japanisch 斉藤 紀由 Saitō Kiyoshi; * 11. Oktober 1982 in der Präfektur Miyagi) ist ein japanischer Fußballspieler.

## Karriere
Saitō erlernte das Fußballspielen in der Universitätsmannschaft der Landwirtschaftsuniversität Tokio. Seinen ersten Vertrag unterschrieb er 2005 bei FC Horikoshi (heute: Arte Takasaki). Der Verein spielte in der dritthöchsten Liga des Landes, der Japan Football League. Für den Verein absolvierte er 45 Ligaspiele. 2006 wechselte er zum Ligakonkurrenten Rosso Kumamoto. 2007 wurde er mit dem Verein Vizemeister der Japan Football League und stieg in die J2 League auf. Für den Verein absolvierte er 24 Ligaspiele. Ende 2008 beendete er seine Karriere als Fußballspieler.